# 杉柏圍盾介殼蟲
杉柏圍盾介殼蟲（学名：Fiorinia japonica）为盾介殼蟲科圍盾介殼蟲屬下的一个种。